# Alix, princezna Napoleon
Alix, princezna vdova Napoleon (rozená de Foresta; * 4. dubna 1926) je vdova po Ludvíkovi, princi Napoleonovi, sporné hlavy rodu Bonaparte a pretendentovi francouzského císařského trůnu od jejich sňatku v roce 1949 až do jeho smrti v roce 1997. Bonapartisté ji považovali za „francouzskou císařovnu“ téměř padesát let.

## Život
Byla dcerou hraběte Albérica de Foresta a jeho manželky Geneviève Fredetové. Ačkoli byla jedinou chotí přeživší císařské linie, která se nenarodila jako princezna, její rodina byla od 13. století šlechtou v Lombardii, v roce 1330 se stala falckrabaty, v roce 1425 konstábly v Benátkách a poté vazaly mocného rodu Doriů v Janově. Počátkem 16. století se usadili v Provence ve Francii, kde do roku 1651 získali dvacet dva panství a titul markýze. Forestové se během francouzské restaurace vyznamenali jako dvořané loajální k rodu Bourbonů, a zvláště k Jindřichu, hraběti z Chambord. Byli dlouho etablovaní jako panoši velkých panství a rýžových polí v Camargue, kde je často navštěvovali Charles a jeho sourozenci, když vyrůstali.
V roce 1961 asi „200 dívek ze Spojených států amerických a dalších zemí“ prošlo „síněmi paláce ve Versailles... aby se uklonily před princeznou Alix Napoleon, manželkou praprasynovce Napoleona Bonaparta.“
V roce 1976 šla na íránskou ambasádu na šáhovy narozeniny, v té době byla v tisku popisována jako „jedna ze dvou nejkrálovštějších dam Francie – princezna Napoleon Bonaparte, elegantní, půvabně vypadající Alix…“
Byla čestnou členkou Napoleonské společnosti Ameriky (1983–2006), která se později sloučila s Napoleonskou aliancí a v roce 2006 založila Napoleonskou historickou společnost. Nedávno také předala havanskému Napoleonskému muzeu „část jídelních servisu darovanému Napoleonem Bonaparte jeho bratru Jeronýmovi v den jeho svatby.“

## Manželství a potomci

Alixin erb jako princezny Napoleon

Ludvík, princ Napoleon se oženil s Alix de Foresta dne 16. srpna 1949 v Linières-Bouton ve Francii. Měli čtyři děti:
- Princ Charles Marie Jérôme Victor (* 19. října 1950), který si nárokuje titul hlavy rodu Bonaparte a titul „Le Prince Napoléon“.
- Princezna Catherine Elisabeth Albérique Marie (* 19. října 1950), která se poprvé provdala 4. června 1974 v Pranginsu ve Švýcarsku za Nicola San Martina d'Agliè dei marchesi di Fontaneto e San Germano (* 3. července 1948). Rozvedla se v roce 1982 bez potomků. Podruhé se 22. října 1982 provdala v Paříži ve Francii za Jeana-Clauda Dualého (3. listopadu 1936, Medjez-el-Bab – 2017). Má dvě děti:
  - Charlotte Laure Laëtitia Dualéová (* 13. října 1982)
  - Marion Josée Alix Dualéová (* 29. března 1985)
- Princezna Laure Clémentine Geneviève Bonapartová (* 8. října 1952, Paříž) se 23. prosince 1982 provdala za Jeana-Clauda Lecomta (15. března 1948, Ax-les-Thermes – 2009). Má syna:
  - Clément Louis Lecomte (* 7. července 1995)
- Princ Jérôme Xavier Marie Joseph Victor (* 14. ledna 1957) se 2. září 2013 oženil s Licií Innocentiovou (* 27. dubna 1965, Baden)